# FB TV
FB TV, turkiska Fenerbahçes privata sport-TV-kanal.